# 進和ラベル印刷
進和ラベル印刷株式会社（しんわラベルいんさつかぶしきがいしゃ）は、山形県上山市に本社をおく、ラベル印刷製造などを行う企業。

## 概要
創業者である晋藤純一が1987年に山形市上町で有限会社進和を創業。
1994年に上山市蔵王の森に本社を移転し、株式会社に組織変更。
2001年に社名を「進和ラベル印刷」に変更。
基本方針を「全社員の物心両面の幸福を追求し、ラベル印刷業を通じて地域社会貢献に不可欠な企業となる」とし、ラベル印刷をメインに事業展開。
山形県産業賞の受賞、世界ラベルコンテストで最優秀賞を受賞するなど、デザイン性や技術力で評価を受けている。

## 沿革
- 1987年（昭和62年）4月 - 山形市上町にて「有限会社進和」を創立[4]
- 1994年（平成6年）8月 - 上山市蔵王の森工業団地にて新工場操業開始、「株式会社進和」に組織変更
- 1996年（平成8年）8月 - 鶴岡市に庄内営業所新設
- 1999年（平成11年）4月 - 東京都千代田区に東京営業所新設
- 2001年（平成13年）5月 - 「進和ラベル印刷株式会社」に組織変更
- 2010年（平成22年）11月 - 庄内支店・工場を酒田市に新設 及び新工場操業開始

## 受賞歴
- 2001年4月 - 第11回全日本シール・ラベルコンテスト - 経済産業大臣賞
- 2001年9月 - 第13回世界ラベルコンテスト - 最優秀賞
- 2002年9月 - 第14回世界ラベルコンテスト - 最優秀賞
- 2003年9月 - 第15回世界ラベルコンテスト - 最優秀賞
- 2007年9月 - 第19回世界ラベルコンテスト - 審査員特別賞
- 2009年9月 - 第21回世界ラベルコンテスト - 最優秀賞
- 2010年9月 - 第22回世界ラベルコンテスト - 最優秀賞
- 2011年9月 - 第23回世界ラベルコンテスト - レタープレス（ワイン・酒）最優秀賞
- 2011年10月 - 第21回全日本シール・ラベルコンテスト - 経済産業省商務情報政策局局長賞
- 2014年11月 - 第25回世界ラベルコンテスト -「ベスト・オブ・ザ・ベスト」（レタープレス印刷部門）[5]
- 2017年9月 - 第27回世界ラベルコンテスト - 「ベスト・オブ・ザ・ベスト」（オフセット印刷部門）
- 2019年1月 - 山新3P賞「繁栄賞」[6]
- 2020年6月 - 第31回世界ラベルコンテスト - 「ベスト・オブ・ザ・ベスト」（レタープレス印刷部門）[7]
- 2020年9月 - 令和2年度 山形県産業賞
- 2023年12月 - 第32回世界ラベルコンテスト - 「ベスト・オブ・ザ・ベスト」（オフセット印刷部門）